# Kryptopterus dissitus
Kryptopterus dissitus es una especie de peces de la familia Siluridae en el orden de los Siluriformes.

## Morfología
• Los machos pueden llegar alcanzar los 18 cm de longitud total.

## Distribución geográfica
Se encuentra desde la cuenca del río Chao Phraya hasta la del Mekong.